# Pedro Provencio
Pedro Provencio (Alhama de Murcia, 1943) es un poeta español contemporáneo, además de crítico literario, profesor y traductor.

## Biografía
Nació en Alhama de Murcia en 1943, aunque reside en Madrid desde joven. Se ha dedicado a la enseñanza y ha ejercido la crítica de poesía en diversos medios de comunicación y revistas especializadas, pero su principal actividad ha sido siempre la escritura de poesía.
Su último libro de poesía, Onda expansiva, aborda el atentado del 11 de marzo de 2004 en Madrid desde un punto de vista poético, articulando la voz de las 191 víctimas a través de una estructura de antología coral.

## Obra

### Libros propios
- Ejercicios de astucia (narraciones). Ed. Nacional, 1975. (Incluye el cuento “Tercer intento”, Premio Ignacio Aldecoa de 1975.

- Tres ciclos (poesía). Ed. Dédalo, Madrid, 1980.

- Forma de margen. Premio de poesía “Francisco de Quevedo” del Ayuntamiento de Madrid, 1982. Ed. Libros de Estaciones, Madrid, 1982.

- Es decir. Premio de poesía “Luis de Góngora” de la Diputación de Córdoba, 1985. Ed. Diputación de Córdoba, 1986.

- Tiempo al tiempo (poesía). Ed. Hiperión, Madrid, 1991.

- Embrión. Premio Bienal de Poesía de León. Ed. Diputación de León, 1991.

- Deslinde (poesía). Ed. Ave del Paraíso, Madrid, 1995.

- Modelado en vacío (poesía). Ed. Ave del Paraíso, Madrid, 2001.

- Eso y nada (plaquette de poesía). Ed. Los Infolios, Valladolid, 2001.

- Ciento cuatro días. Premio de poesía “Gabriel Celaya”, Ayuntamiento de Torredonjimeno (Jaén). Ed. Germanía, Valencia, 2003.

- Buenas noticias para el lector de poesía (ensayos sobre poesía). Ed. Dossoles, Burgos, 2005.

- Onda expansiva. Colección Transatlántica, Editorial Amargord, Madrid, 2012.[3]

- Un curso sobre el verso libre (ensayo sobre poesía). Ed. Libros de la resistencia, Madrid, 2017.[4]

### Publicaciones: antologías, traducciones y ediciones
- Poéticas españolas contemporáneas. Vol. I: La generación del 50. Vol. II: La generación del 70. (Introducción, selección y comentarios críticos), Madrid, 1988. Se trata de la única antología de textos teóricos en los que los poetas españoles de la segunda mitad del siglo XX expresan sus ideas acerca de la poesía.

- Guía de lectura de poesía española contemporánea, Madrid, 1993. Aun tratándose de un texto de apoyo didáctico, tiene interés para el lector en general.

- Poésie espagnole (Les nouvelles générations). Antología bilingüe que llevó a cabo por encargo de la Universidad de Lyon, en 1994.

- Poemas esenciales del simbolismo. Selección, introducción y notas (además de numerosas páginas traducidas del francés y del italiano).

- Antología de la poesía erótica española e hispanoamericana. Estudio introductorio y selección, Madrid, 2004.

Ha traducido del francés Espacio del instante (poesía), de Jean Follain (2000) y Las flores de mal, de Charles Baudelaire (2009).